# M. L'uomo della provvidenza
M. L'uomo della provvidenza è un romanzo dello scrittore italiano Antonio Scurati edito da Bompiani. È il seguito di M. Il figlio del secolo.

## Trama
Il romanzo comincia dove "M. Il figlio del secolo" finisce, nel 1925.
Il libro narra le vicende di Benito Mussolini che vanno dal 1925 al 1932.

## Ricezione
Come gli altri capitoli della saga, l'opera è stata criticata da alcuni storici e studiosi per la mole di errori contenuti, la poca accuratezza storica e la narrazione romanzesca non fedele al reale svolgimento dei fatti: Giordano Bruno Guerri ha affermato che "più della storia si tratta di fantasia e si guarda alle esigenze narrative".

## Edizioni
- Antonio Scurati, M. L'uomo della provvidenza, Bompiani, 2020.